# Tangat Nösserbajew
Tangat Äkimschanuly Nösserbajew (kasachisch Таңат Әкімжанұлы Нөсербаев Tañat Äkımjanūly Nöserbaev, russisch Танат Акимжанович Нусербаев Tanat Akimschanowitsch Nusserbajew; * 1. Januar 1988 in Schymkent) ist ein kasachischer Fußballspieler.

## Karriere
Tangat Nösserbajew begann seine Profikarriere bei Ordabassy Schymkent. Von 2006 bis 2010 spielte er für seinen Heimatclub. 2011 wurde der Stürmer vom FK Astana verpflichtet. Im Januar 2017 kehrte er nach Schymkent zurück.

## Nationalmannschaft
Nösserbajew feierte im Oktober 2008 sein Debüt in der kasachischen Nationalmannschaft im Wembley-Stadion im Spiel gegen England.

## Erfolge
- Kasachischer Meister: 2014, 2015, 2016